# Conjunt microcanònic
En mecànica estadística, el conjunt microcanònic és un conjunt estadístic que representa els estats possibles d'un sistema mecànic l'energia total del qual està exactament especificada. Se suposa que el sistema està aïllat en el sentit que no pot intercanviar energia o partícules amb el seu entorn, de manera que (per conservació de l'energia) l'energia del sistema no canvia amb el temps.
Les variables macroscòpiques primàries del conjunt microcanònic són el nombre total de partícules del sistema (símbol: N), el volum del sistema (símbol: V), així com l'energia total del sistema (símbol: E). Se suposa que cadascun d'ells és constant en el conjunt. Per aquest motiu, el conjunt microcanònic de vegades s'anomena conjunt NVE.
En termes simples, el conjunt microcanònic es defineix assignant una probabilitat igual a cada microestat l'energia del qual es troba dins d'un interval centrat en E. Tots els altres microestats tenen una probabilitat de zero. Com que les probabilitats han de sumar 1, la probabilitat P és la inversa del nombre de microestats W dins del rang d'energia,
{\displaystyle P=1/W,}
Aleshores, el rang d'energia es redueix en amplada fins que és infinitesimament estret, encara centrat a E En el límit d'aquest procés s'obté el conjunt microcanònic.

## Aplicabilitat
A causa de la seva connexió amb els supòsits elementals de la mecànica estadística d'equilibri (sobretot el postulat de probabilitats iguals a priori), el conjunt microcanònic és un bloc conceptual important en la teoria. De vegades es considera que és la distribució fonamental de la mecànica estadística d'equilibri. També és útil en algunes aplicacions numèriques, com ara la dinàmica molecular. D'altra banda, la majoria de sistemes no trivials són matemàticament complicats de descriure en el conjunt microcanònic, i també hi ha ambigüitats pel que fa a les definicions d'entropia i temperatura. Per aquests motius, sovint es prefereixen altres conjunts per als càlculs teòrics.
L'aplicabilitat del conjunt microcanònic als sistemes del món real depèn de la importància de les fluctuacions energètiques, que poden resultar de les interaccions entre el sistema i el seu entorn, així com de factors no controlats en la preparació del sistema. En general, les fluctuacions són insignificants si un sistema és macroscòpicament gran, o si es fabrica amb una energia coneguda amb precisió i després es manté gairebé aïllada del seu entorn. En aquests casos és aplicable el conjunt microcanònic. En cas contrari, els diferents conjunts són més apropiats, com ara el conjunt canònic (energia fluctuant) o el gran conjunt canònic (energia fluctuant i nombre de partícules).